# Витешки турнир
Турнир, касније назван и витешки турнир, јесте витешка игра популарна током средњег века, а која се састојала од надметања војног карактера са намером војног обучавања учесника. 

## Карактер турнира
Турнири представљају врхунац феудалних игара. Бојна опрема за турнир била је слична ратном наоружању: коњи покривени покровцем носили су разнобојне плаштеве, борци су носили грбове уобичајене за крсташке ратове и били су потпуно покривени бојном опремом. Бојно поље могло је бити у замку или на ливадама и пространим заравнима где су мале војске заказивале састанак и ударале једна на другу. 